# Central Bank of Solomon Islands
Central Bank of Solomon Islands är Salomonöarnas centralbank. Banken ombildades 1983 och har huvudkontoret i Honiara.